# Philippe Pot
Philippe Pot (ur. ok. 1428 w La Rochepot, zm. 1493) – francuski szlachcic, burgundzki polityk, pan na La Rochepot, dyplomata, kawaler Orderu Złotego Runa i wielki seneszal Burgundii, mianowanym przez król Francji Ludwika XI.
Urodził się jako syn Jacques'a Pota (1399–1458) i Marguerite (Małgorzaty) de Courtiambles (1403–1474), oraz wnuk Régniera Pota, żonatego z Catariną d'Anguissola. Szambelan księcia Burgundii Filipa Śmiałego (1342–1404). Chrześniak i faworyt księcia Burgundii Filipa III Dobrego (1396–1467). Został pochowany w opactwie Cîteaux w kaplicy św. Jana Chrzciciela, pod wspaniałym grobowcem. Pomnik ten, znajdujący się obecnie w Luwrze, stanowi jeden z najwspanialszych przykładów realistycznej rzeźby z drugiej połowy XV w., ponieważ przedstawia ciało zmarłego niesione na ramionach ośmiu żałobników, trzymających tarcze herbowe:
- po prawej stronie (od głowy do stóp): Pot et Palamède; Courtiamble; Anguissola; Blaisy.
- po lewej stronie (od stóp do głowy): Pot; Guénant; Nesles; Montagu[4].

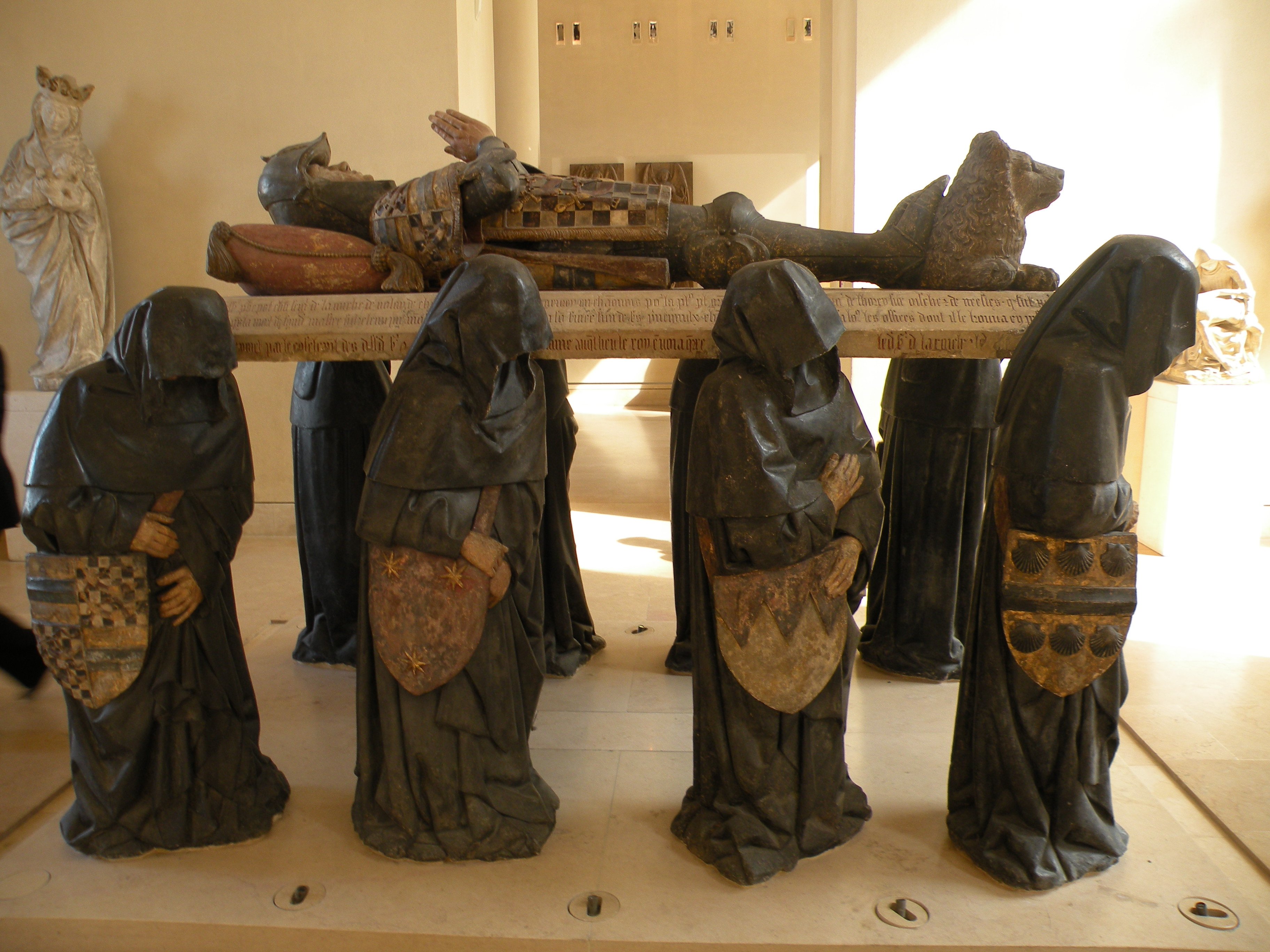
Bok nagrobka
Herb Jacques'a Pota, ojca
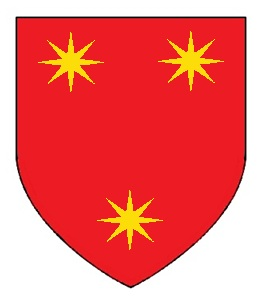
Herb Marguerite de Courtiambles, matki
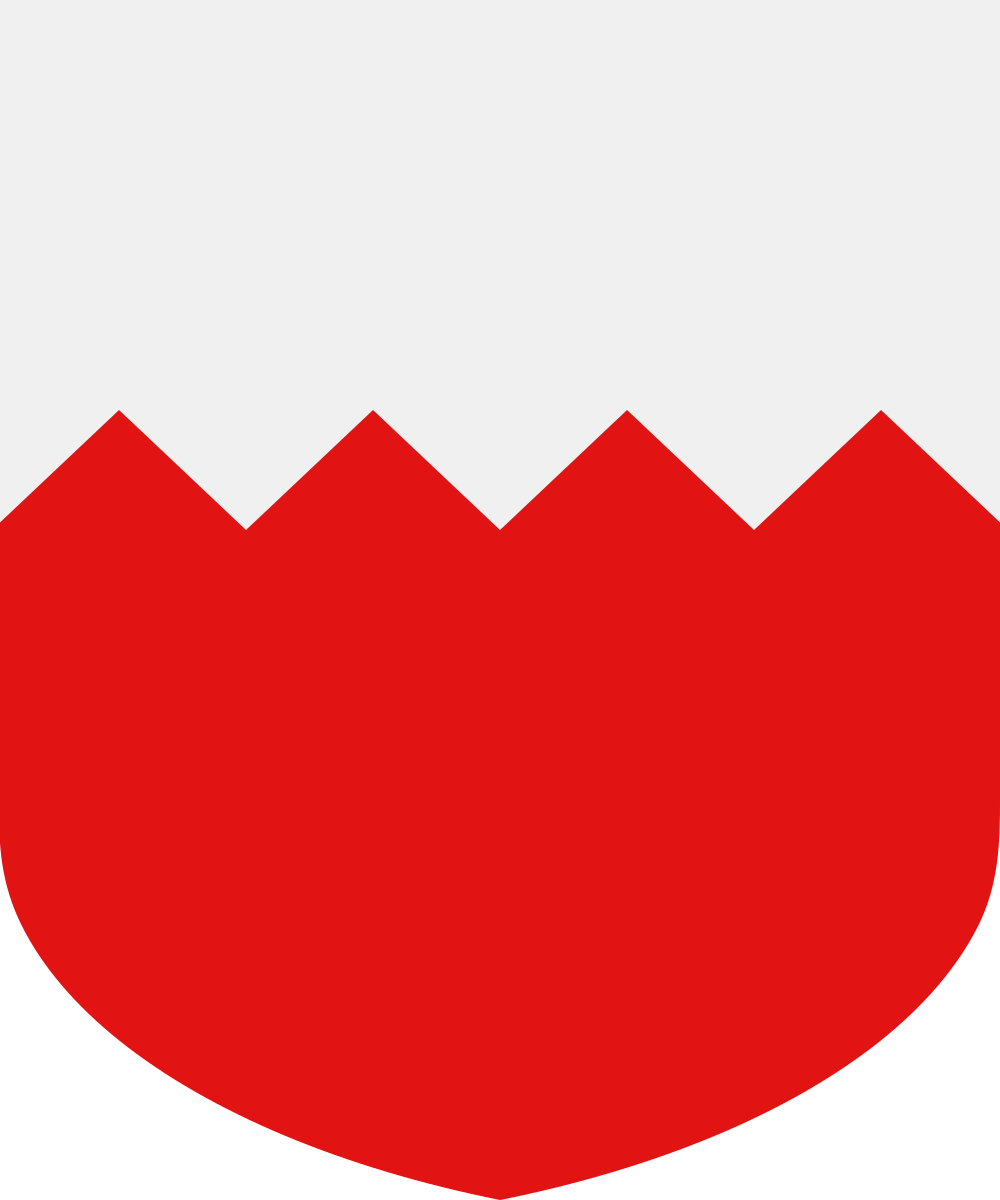
Herb C. d'Anguissola, matki ojca
Herb de Blaisy

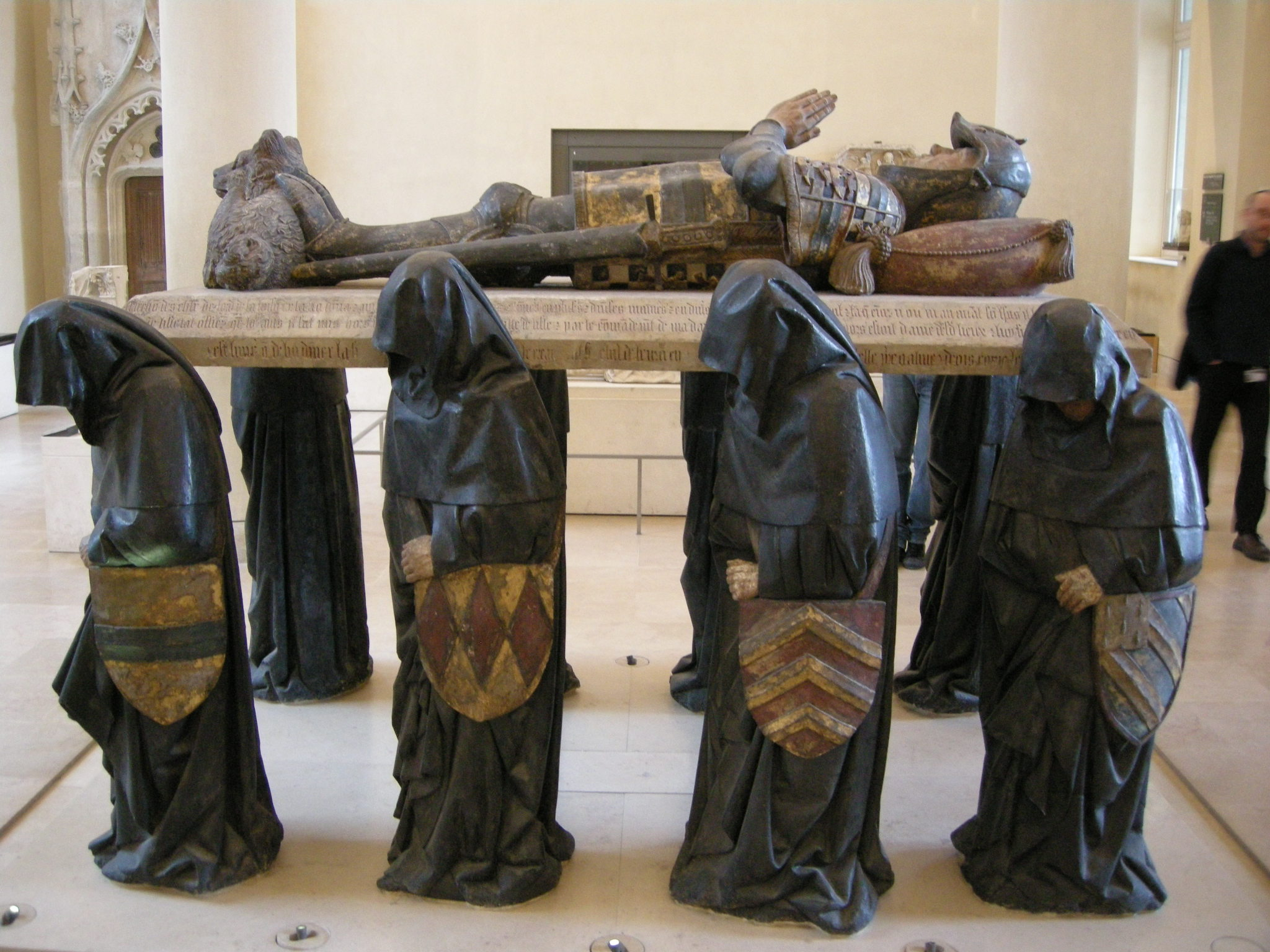
Bok nagrobka
Herb Régniera Pota(inne języki) dziadka
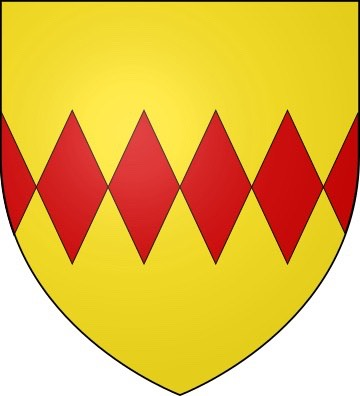
Herb Radegonde de Guénant, matki Régniera
Herb Montagu